# Третій Новопідмосковний провулок
Тре́тій Новопідмоско́вний прову́лок (рос. Третий Новоподмосковный переулок) — вулиця у Північному адміністративному окрузі міста Москви на території району «Войківський». Пролягає від вокзального провулка до вулиці З. і А. Космодем'янських. Нумерація будинків ведеться від вокзального провулка.

## Походження назви
Провулок отримав свою назву в 1952 році у зв'язку з примиканням до Підмосковної вулиці (нині — Вулиця З. і А. Космодем'янських), з близькістю до залізничної платформи «Підмосковна» (нині — «Червоний Балтієць») і дачного селища Підмосковний (нині не існує). До цього з 1941 року називався третім Підмосковним провулком.

## Опис

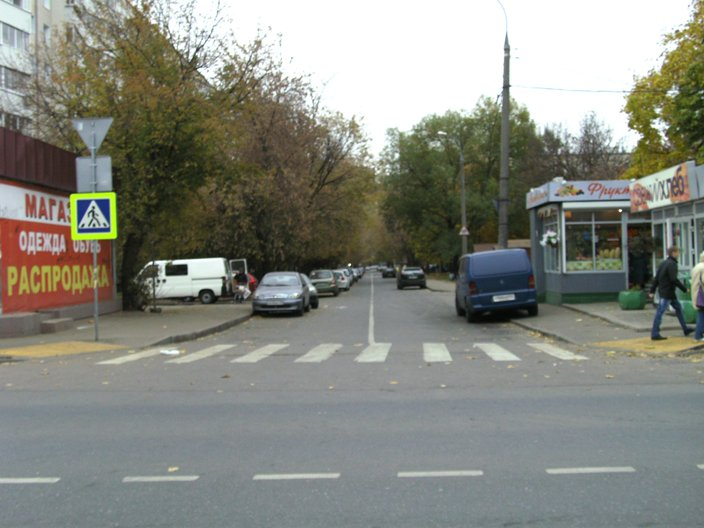
Кінець провулка. Перетин з вул. З. і А. Космодем'янських

Довжина — 380 метрів. Провулок починається від перетину з Вокзальним провулком (між буд №№ 3 к. 1 і 5) і закінчується перетином з вулицею З. і А. Космодем'янських (між буд №№ 10 і 12). Напрям — з південного сходу на північний захід.
Автомобільний рух — по одній смузі в кожному напрямку. Світлофорів немає, три нерегульованих пішохідних переходи. Обидві сторони провулка обладнані тротуарами. Примикань ні ліворуч, ні праворуч нема.

## Будинки і споруди
Дані в цьому розділі наведені станом на жовтень 2010 року
- № 6 — магазин «Розливне пиво», громадський пункт охорони порядку № 14 Войківського району
- № 7 — прогімназія № 1 774 (колишня школа № 201 для молодших класів)
- № 8а — дитячий сад № 1 514

## Громадський транспорт
Наземний громадський транспорт по провулку не ходить.
- Станція метро «Войківська» — в 900 метрах від початку провулка і в 800 від його кінця.
- Платформа Ризького напрямку:
  - «Ленінградська» — в 1 000 метрах від початку провулка.
  - «Червоний Балтієць» — в 800 метрах від початку провулка.